# Ángel Sanz Briz

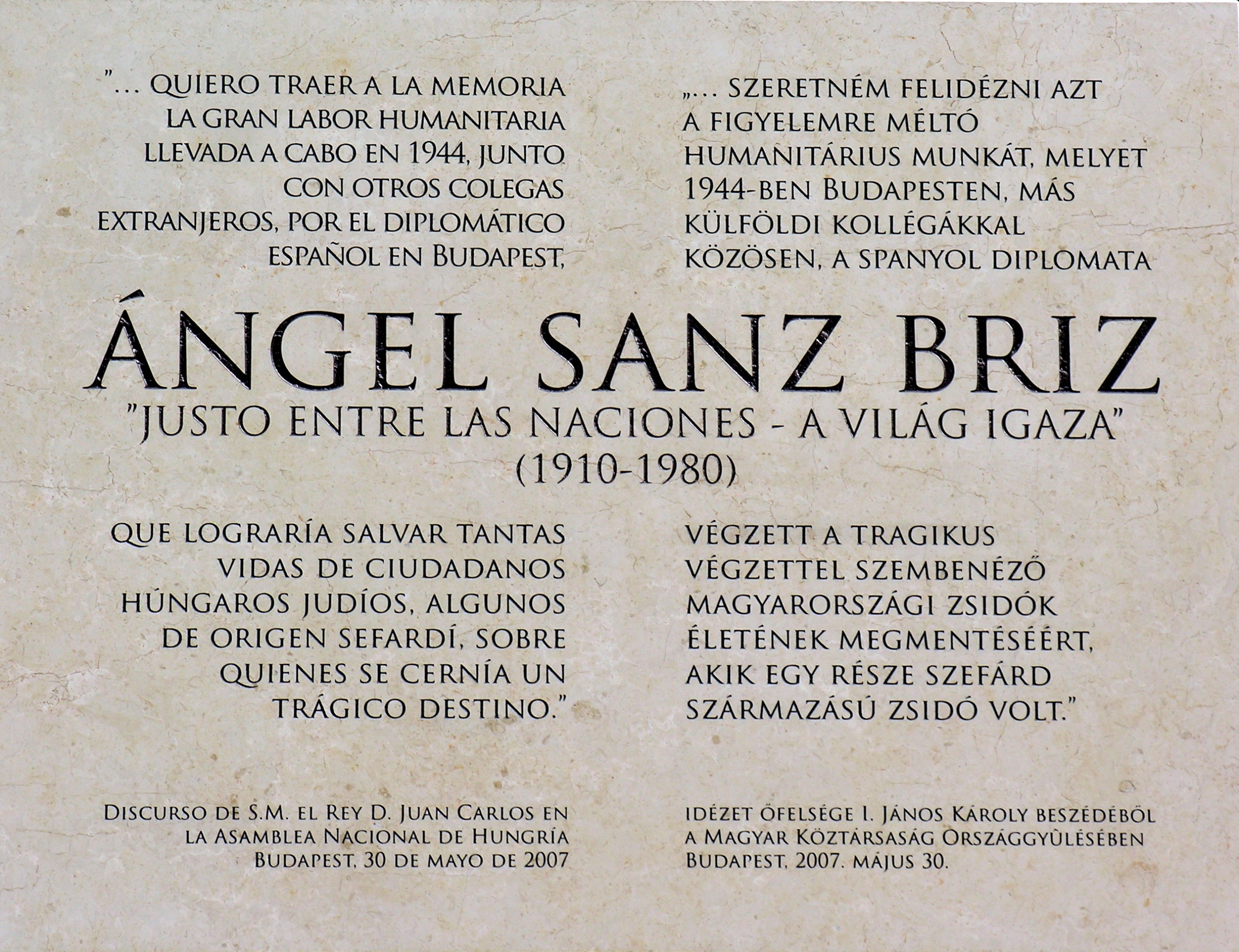
Ángel Sanz Briz emléktáblája a budapesti spanyol nagykövetség falán, I. János Károly spanyol király szavaival.

Ángel Sanz Briz, „Budapest angyala” (Zaragoza, 1910. szeptember 28. – Róma, 1980. június 10.) spanyol diplomata. A második világháború alatt, amelyben Spanyolország semleges maradt, ügyvivőként szolgált Budapesten. 1944-ben, „hivatalosan” Franco kormányától függetlenül, saját elhatározásból, segített mintegy 5000 magyar zsidót megmenteni a holokauszttól, azzal, hogy számukra spanyol útlevelet biztosított. Kezdetben csak azoknak, akik azt állították, hogy szefárd eredetűek, később azonban minden üldözöttnek. E tevékenységéért megkapta a Világ Igaza elismerést.
A nyilvánosságra hozott spanyol diplomáciai iratok tanúsága szerint Sanz Briz tájékoztatta Franco tábornokot a holokauszt létezéséről.

## Élete
Jogi tanulmányainak befejezése után 1933-ban felvételt nyert a Diplomáciai Iskolára, amit nem sokkal a spanyol polgárháború kirobbanása előtt végzett el. Beállt Franco tábornok hadseregébe. A polgárháború után megkapta első beosztását: ügyvivő lett Kairóban.
1942-ben, röviddel azt követően, hogy házasságot kötött Adela Quijanóval, újabb ügyvivői beosztást kapott, ezúttal a budapesti spanyol nagykövetségen. Magyarország ugyan a tengelyhatalmak közé tartozott, de – a nácik által megszállt Európa államaitól eltérően – ekkor még nem tett intézkedéseket a zsidók kiirtására.
Diplomáciai munkája mindaddig nyugodtan zajlott, amíg 1944 tavaszán, Magyarország német megszállása után, meg nem kezdték a zsidók gettókba zárását és Adolf Eichmann Budapestre nem érkezett, hogy a helyszínen felügyelje a mintegy 750 000 magyar zsidó deportálását.

## A szefárdok támogatása
A nácik tervein felháborodott Sanz Briz megszerezte kormánya engedélyét arra, hogy tárgyalásokat folytasson a magyar hatóságokkal és megfelelő dokumentumokkal ellátva őket, védelmet nyújtson a felkutatható ibériai eredetű szefárd zsidóknak. Jogi alapként Miguel Primo de Rivera 1925-ben hozott rendeletére hivatkozott, ami valójában már 1931-ben érvényét vesztette. Befolyását és kapcsolatait kihasználva sikerült mintegy 5200 zsidót biztonságba helyeznie. A nagykövetség pénzén épületeket bérelt részükre, melyek a spanyol külképviselet csatolt részeiként diplomáciai védettséget élveztek. A mentéshez saját vagyonát is felhasználta, amivel a náci helytartót vesztegette meg.
A Spanyolország és a zsidók a második világháborúban című könyvben a következőképpen ismertette módszerét:

„Elértem, hogy a magyar kormány engedélyezze 200 szefárd zsidó Spanyolország általi védelmét. [...] Ezt követően a munkám már viszonylag könnyű volt: a számomra engedélyezett 200 egyént 200 családra változtattam, és a 200 családot végtelen számúra többszöröztem; csupán arra kellett figyelni, ne állítsak ki olyan menlevelet vagy útlevelet a zsidók részére, amely 200-nál nagyobb számot visel.”

Így a megmentett 5200 főből, valójában csak mintegy 200 volt szefárd.
1944 augusztusában, két szökött francia rab beszámolója alapján jelentést küldött a spanyol kormánynak, amelyben részletezte az auschwitzi koncentrációs táborban végrehajtott népirtást. A jelentést kísérő levél megerősítette annak hitelességét:

„Eredete a szenvedés miatt kétséges. Ugyanakkor a kérdéssel kapcsolatban közvetlenül nem érintett személyektől és az itt akkreditált diplomáciai testületi kollégáimtól kapott információk szerint, a leírt események, legalábbis azok nagy része, sajnos, igaz.”

1944. november végén, amikor a Vörös Hadsereg megközelítette Budapestet, azt az utasítást kapta, hogy hagyja el állomáshelyét és települjön át Svájcba. Giorgio Perlasca olasz kereskedő, a spanyol polgárháború frankóista veteránja, tiszteletbeli spanyol állampolgár, aki addig is segítette Sanz Brizt zsidómentő akciójában, budapesti spanyol konzulnak adva ki magát, spanyol okmányok felhasználásával folytatta a tevékenységet. Sikerült megakadályoznia a „spanyol” zsidók elszállítását mindaddig, amíg a szovjet csapatok el nem foglalták Pestet és fel nem szabadították a gettókat.

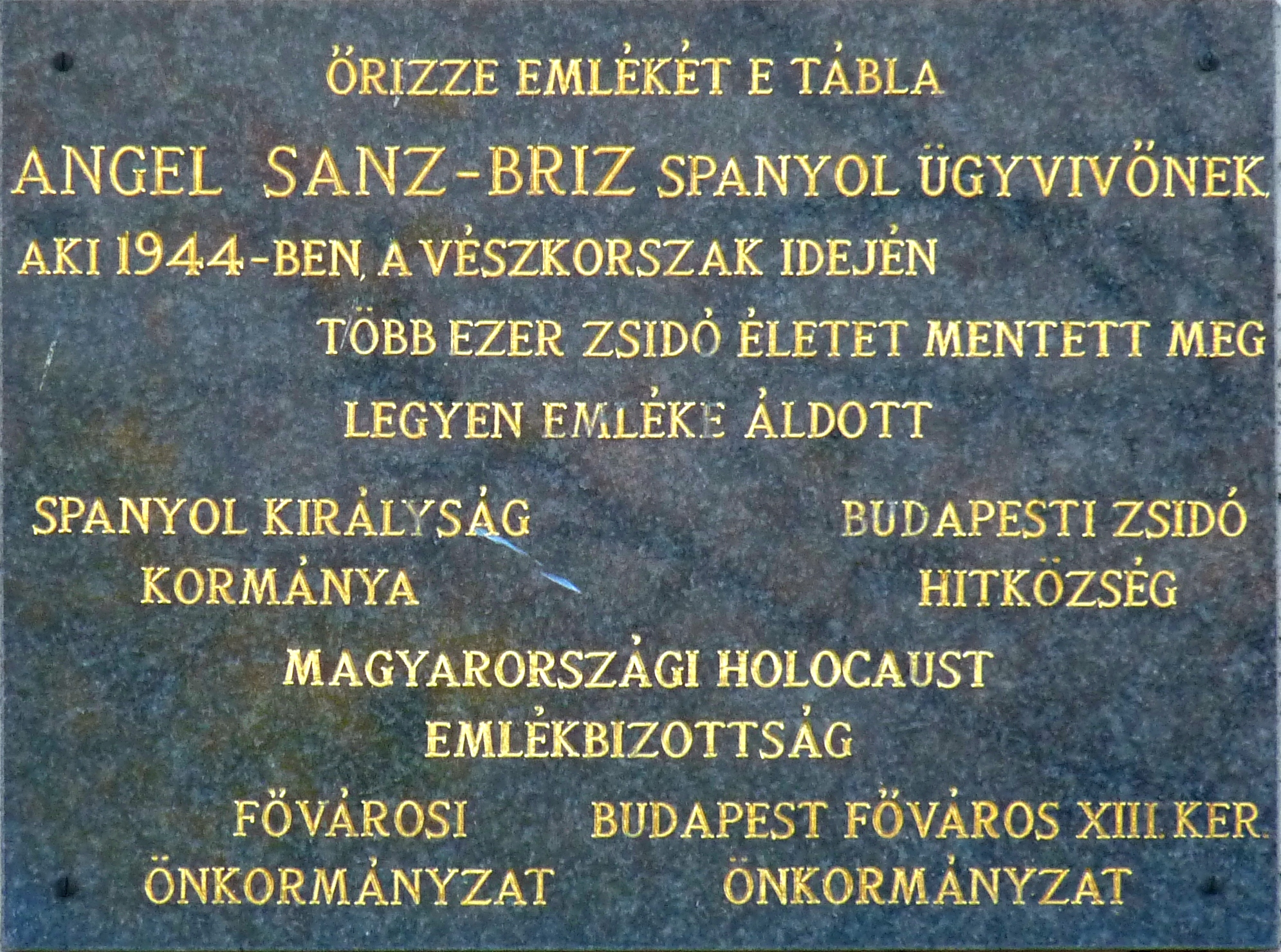
Ángel Sanz Briz emléktáblája
a Szent István parkban.

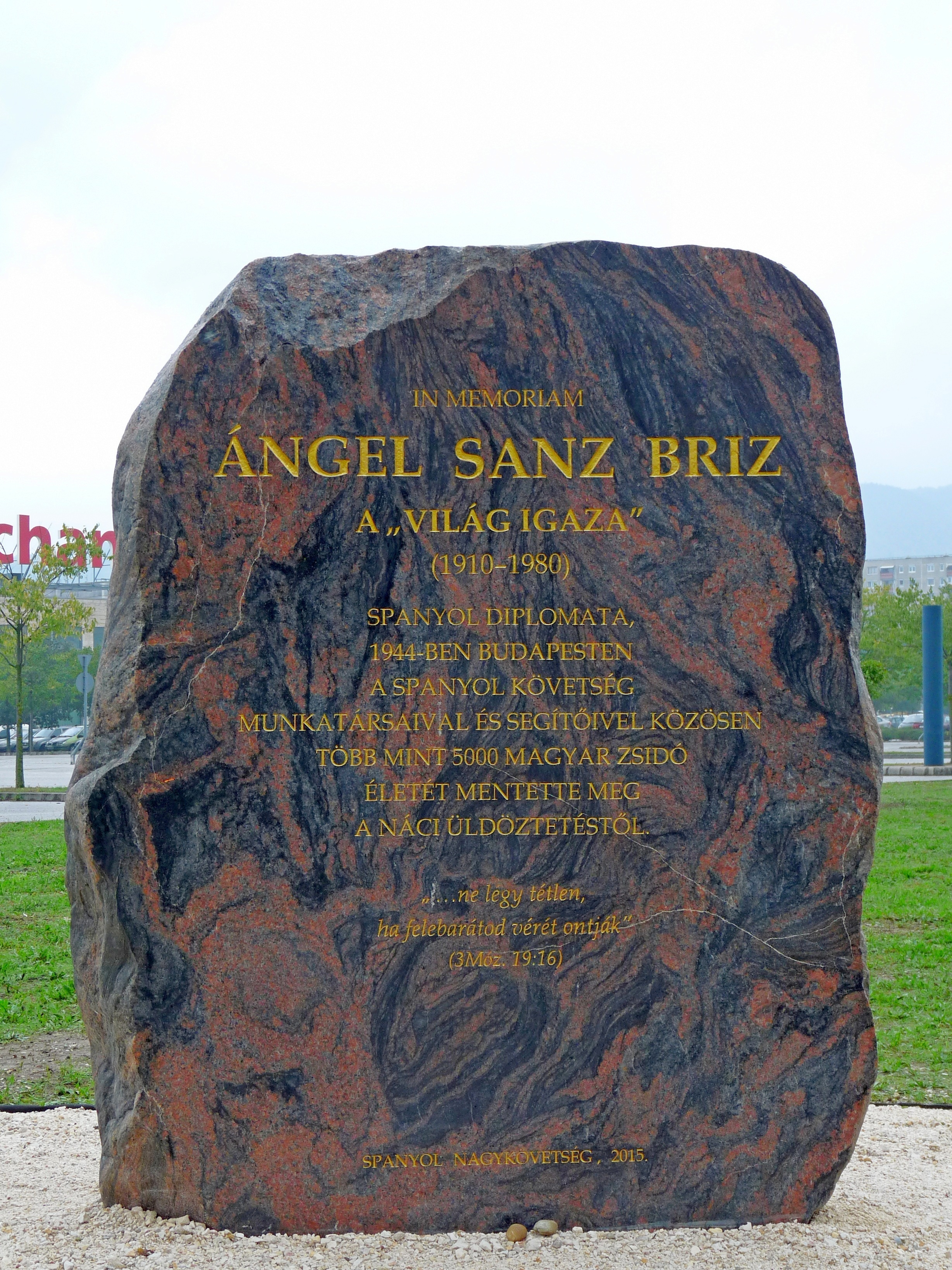
Ángel Sanz Briz 2015-ben felállított emlékműve Budapest III. kerületében.

## További pályafutása
Ezt követően, folytatta diplomáciai karrierjét. További állomáshelyei: San Francisco és Washington, Lima, Bern, Bayonne, Guatemala, Hága, Brüsszel, majd 1973-ban Peking, ahol ő volt Spanyolország első nagykövete. 1976-ban Rómába küldték, hogy hazáját a Szentszék mellett képviselje. Ott halt meg 1980. június 11-én.

## Elismerése
Sanz Briz maga mesélte el a budapesti zsidók mentésének körülményeit Federico Ysart újságírónak, aki azt 1973-ban megírta.
1966-ban, az izraeli Jad Vasem intézet elismerte Sanz Briz zsidómentő tevékenységét. Megkapta Izrael Állam kitüntetését, a Világ Igaza címet, neve felkerült a holokauszt hőseinek emlékművére. Ő volt az első spanyol diplomata, aki spanyol postabélyegen szerepelt.
1994-ben a magyar kormány posztumusz a Magyar Köztársaság Érdemkeresztjével tüntette ki. 2008. október 27. óta három emléktábla őrzi emlékét Budapesten: a spanyol nagykövetség I. János Károly szavait idézve, a Cervantes Intézet falán, valamint a Szent István park 35. sz. épületen, amely a nemzetközileg védett gettón belül spanyol oltalom alatt állt.
Szülőhelyén, Zaragozában emlékművet állítottak és utcát neveztek el róla.
Budapesti embermentő tevékenységéről 2011-ben játékfilm készült magyar résztvevőkkel Budapest angyala (El ángel de Budapest) címmel, 2015-ben Ángel Sanz Briz válaszútja (La encrucijada de Ángel Sanz Briz)  címmel José Alejandro González Baztán dokumentumfilmet rendezett.
2015-ben, a fővárosi közgyűlés határozata értelmében a Budapest III. ker. Jégtörő utat Ángel Sanz Briz útra nevezték át, melynek Záhony utcai kereszteződésében emlékkövet állítottak.

## Fordítás
- Ez a szócikk részben vagy egészben az Ángel Sanz Briz című spanyol Wikipédia-szócikk ezen változatának fordításán alapul.  Az eredeti cikk szerkesztőit annak laptörténete sorolja fel. Ez a jelzés csupán a megfogalmazás eredetét és a szerzői jogokat jelzi, nem szolgál a cikkben szereplő információk forrásmegjelöléseként.